# 图尔主教座堂

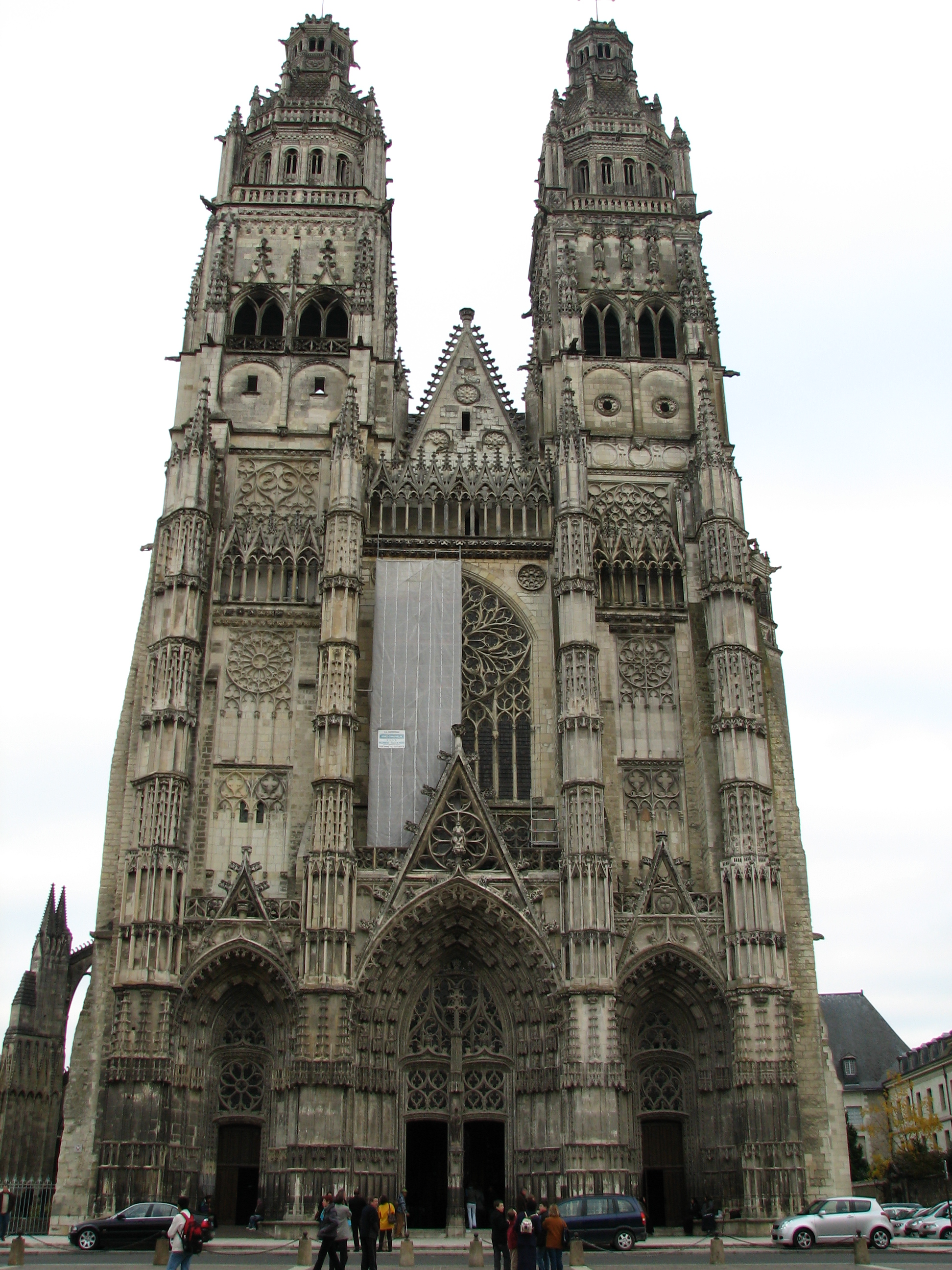
图尔圣加蒂安主教座堂

图尔圣加蒂安主教座堂（Cathédrale Saint-Gatien de Tours）是天主教图尔总教区的主教座堂，位于法国安德尔-卢瓦尔省省会图尔，亦稱為圖爾主教座。圣加蒂安主教座堂兴建于1170到1547年。在最初兴建时，它位于从巴黎到法国西南部大道穿越卢瓦尔河桥梁的南端。长97米，宽28米，钟楼高87米。1862年被列为法国历史文物。